# Rolando Bohol

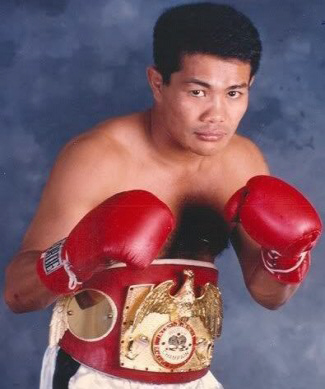
Rolando Bohol

Rolando Bohol (* 25. Dezember 1965 in Himamaylan City, Philippinen) ist ein ehemaliger philippinischer Boxer im Fliegengewicht.

## Profikarriere
Im Jahre 1984 begann er seine Profikarriere. Am 17. Februar 1980 boxte er gegen Chang-Ho Choi um die IBF-Weltmeisterschaft und gewann durch geteilte Punktrichterentscheidung. Diesen Gürtel verlor er allerdings bereits in seiner ersten Titelverteidigung an Duke McKenzie im Oktober desselben Jahres durch Knockout.
Im Jahre 1994 beendete er seine Karriere.